# Узел истинной любви
У́зел и́стинной любви́ (англ. True-Lover’s Knot) — декоративный симметричный узел. Плоский и красивый узел на середине сдвоенной тесьмы. Состоит из пары переплетённых между собой узелков, которые плотно затянуты, зеркальны друг другу, и не имеет петель.
Узел является одним из многих «любовных» узлов, который символизирует любовную связь пары влюблённых, поэтому узел применяют в ювелирном деле для связывания вместе пары колец из золотой проволоки, которые образуют единое обручальное кольцо невесты.
Особо подходит для завязывания нескольких подобных узелков на тонкой чёрной шёлковой мононити монокля для эффективного противодействия перекручиванию и спутыванию.
Может быть использован в декоративных целях для связывания вместе середин пары верёвок, уложенных параллельно друг другу. Узел применим исключительно лишь в декоративных целях, остерегаясь прикладывать к нему какую-нибудь нагрузку, так как узел «не держит».
Узел истинной любви служит основой для завязывания других более сложных узлов с петлями, например, матросского креста.

## Способ завязывания
- 1. Сложить трос пополам, образовав закрытую петлю[7], завязать узел на левой половине
- 2. Завязать узел на правой половине так, чтобы он был связан с левым узлом

После завязывания, узел следует плотно обжать так, чтобы пара узелков прижималась друг к другу.
Ошибки при завязывании
Если ошибиться при переплетании узлов между собой, получится отдельный узел, который называется «ложным» (False Lover’s Knot). В результате узел уже не будет иметь симметричного рисунка.